# Kněz

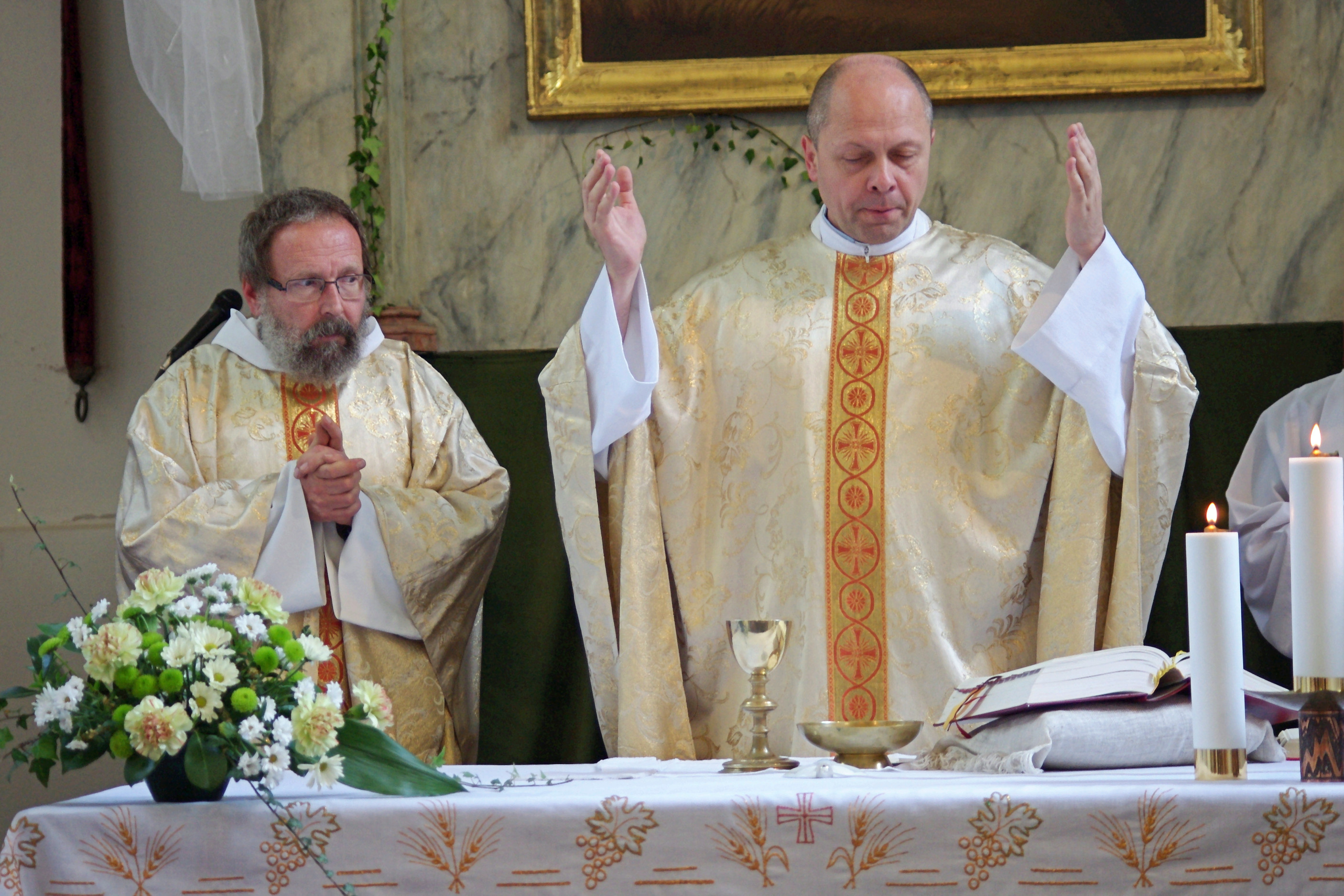
Římskokatoličtí kněží při mši

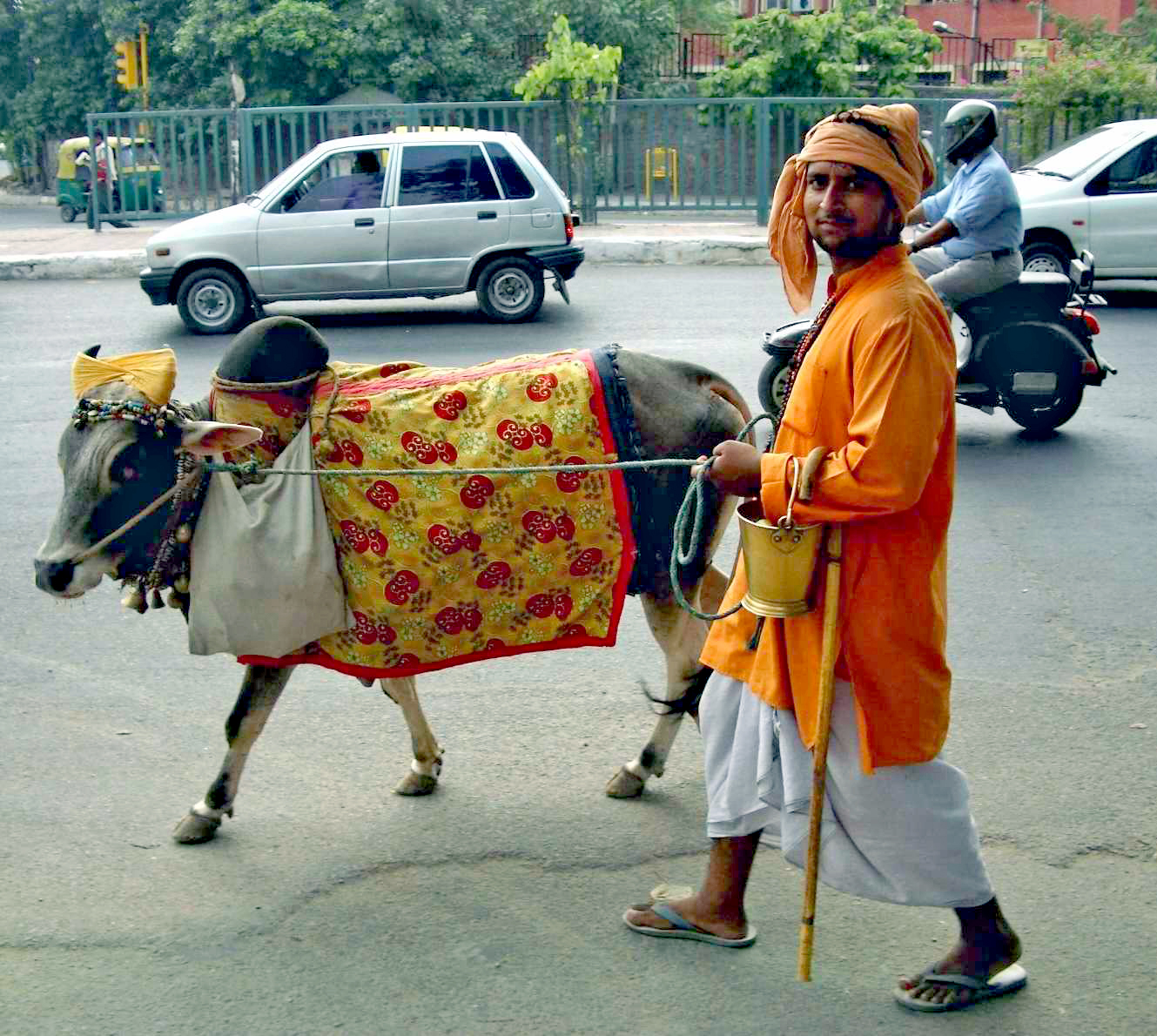
Brahman v Dillí

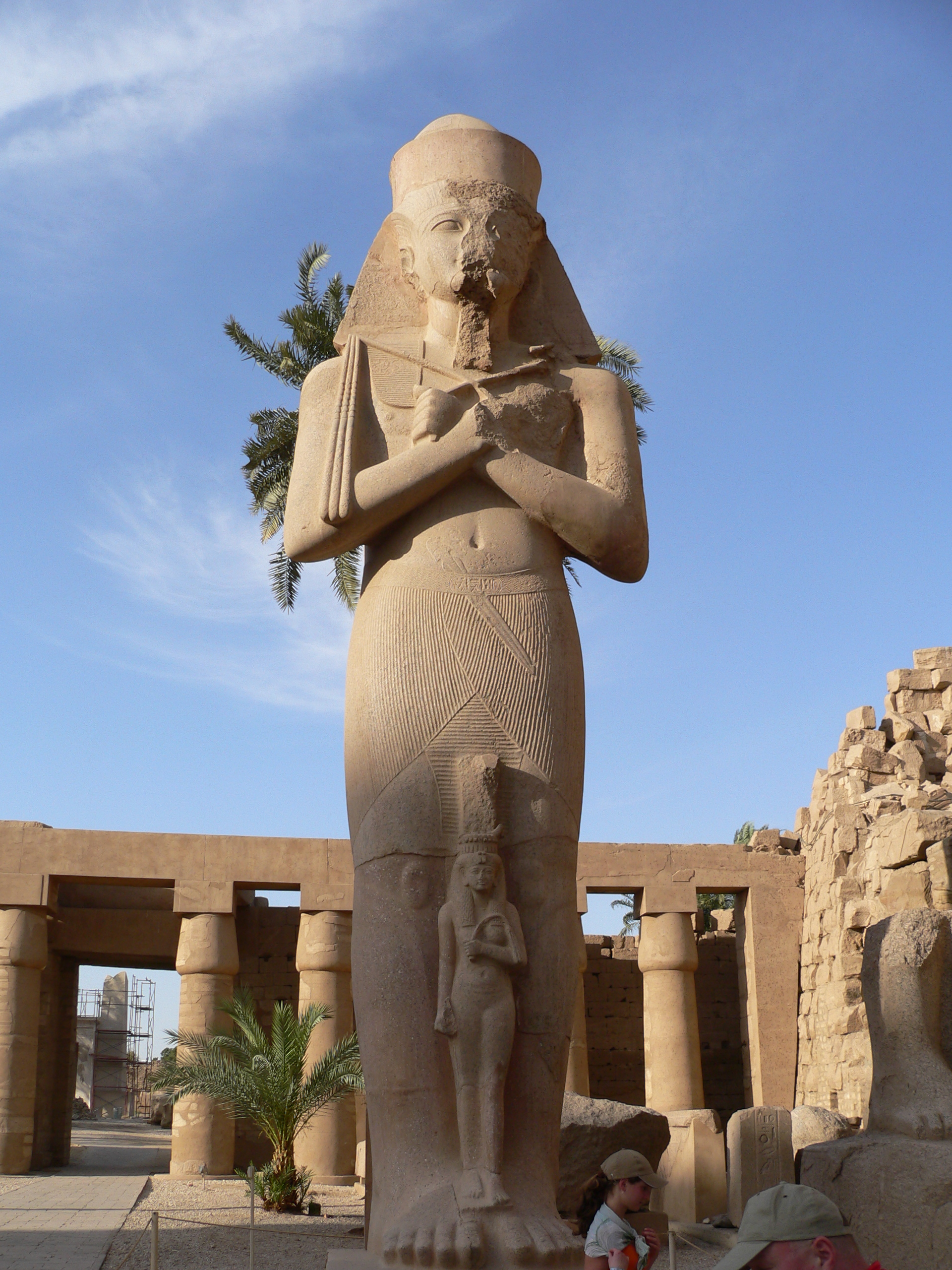
Egyptský velekněz Amonův (Karnak)

Kněz dnes znamená osobu, která je v daném náboženském společenství oprávněna a povolána konat náboženské obřady, zejména přinášet oběti, v některých křesťanských církvích sloužit svátostmi. Kněžský úřad nebo funkce se označuje jako kněžství.
Kněžství je v některých společenstvích celoživotní povolání, které vyžaduje nějakou přípravu, zvláštní pověření a svěcení a případně i odlišný způsob života. Kněžská funkce se vyskytovala už v dávných civilizacích, bývala vázána k určitému chrámu a byla často rodová, čímž se liší od charismatické funkce například proroka, věštce nebo šamana.
V některých zemích dlouhodobě ubývá nových zájemců, tím dochází k nedostatku kněží a k jejich přetěžování (např. počet věřících připadajících v poměru na každého kněze se zvyšuje).
V křesťanství je svátost svěcení od prvních staletí rozdělena na 3 (hlavní) stupně a jako kněží se označují ti, kteří přijali jeho druhý stupeň, tedy kněží a biskupové, ovšem často se lze setkat s tím, že pod výrazem „kněz“ se rozumí pouze ti, kteří přijali kněžské svěcení, ale nikoli biskupské (3. stupeň svátosti svěcení), jindy se lze setkat s použitím výrazu „presbyter“ pro zdůraznění, že dotyčný přijal kněžské svěcení, ale nikoli biskupské. (V církvích, které toto rozdělení uchovaly, mnohé protestantské církve mají na kněžství odlišný pohled.)

## Původ slova a historický vývoj

Kněz, rytíř a sedlák (středověká miniatura)

České slovo kněz pochází z praslovanského *kъnędzь, jež se odvozuje od staroněmeckého kuning kníže (srov. současné der König, král). Podle V. Machka znamenal kněz i v češtině až do 15. století vladaře, knížete, ale už od 13. století se vyskytuje i v současném významu křesťanského kněze. O dávné souvislosti mezi funkcí vladaře a kněze svědčí i jiné doklady, například české slovo „kostel“ z latinského castellum, hrad. Páter je lidové označení římskokatolického kněze (z latinského pater, otec); takto se však správně označují jen řádoví kněží (zkratka P.), zatímco u diecézních kněží se používá označení reverendus dominus (zkratka R. D.= důstojný pán), v českém prostředí se používají spíše česká označení (důstojný pán, u vikáře veledůstojný pán) a případně jejich české zkratky (Dp. Vdp., Vldp. apod.). [zdroj?]
Podle francouzského filologa G. Dumézila se dávné indoevropské společnosti dělily do tří vrstev, kněží, bojovníků a zemědělců. Podobné rozdělení zavádí ještě Platón v Ústavě, kde místo kněží vystupují filosofové. Podle J.-P. Vernanta vykonávali „králové“ (sg. basileus) nejstarších řeckých společností trojí funkci kněze, vojevůdce a soudce; v pozdějším vývoji jim zůstala jen funkce kněžská (slavení a obětování).

## Nejstarší civilizace
V Egyptě vznikla už velmi brzy oddělená, jednotně organizovaná a dědičná kněžská vrstva, která byla nositelkou vzdělanosti a vykonávala i administrativní funkce, zejména soudní a správu majetku a daní. V některých obdobích vznikalo dokonce i jistě napětí mezi kněžstvem a panovníkem. Velmi výrazná a ostře oddělená kněžská vrstva bráhmanů vznikla v Indii. Udržovala rozsáhlé, později i písemné tradice, z bráhmanů bývali poradci panovníků a pro lid vykonávali za odměnu oběti. Nevytvořila však nikdy jednotnou hierarchii. Naproti tomu v Číně se až do moderní doby udrželo rodové náboženství, takže bohoslužby konali otcové rodů a oddělená kněžská vrstva tam nevznikla. Její kulturní a vzdělávací roli plnily jednak kláštery, jednak panovnická administrativa. V Řecku sice byly kněžské sbory kolem jednotlivých chrámů, nevytvořily však organizovanou vrstvu, jaká vznikla v Římě.

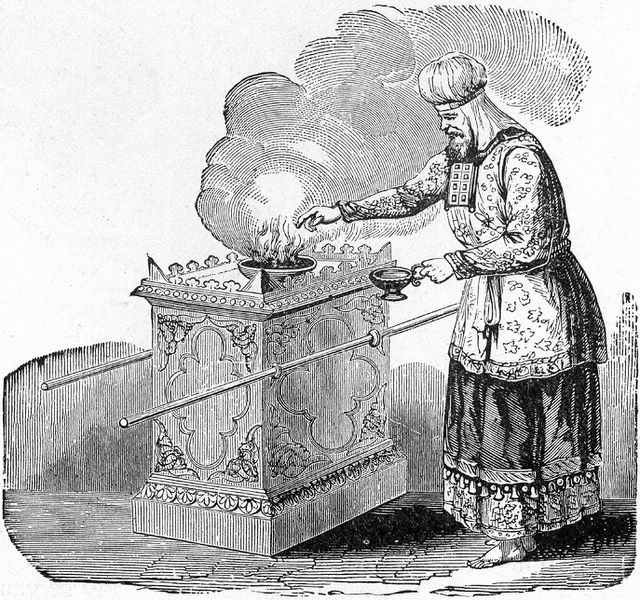
Židovský velekněz při chrámové službě

## Judaismus
V nejstarší době vykonávali funkci obětníka v Izraeli otcové rodů jako například Abrahám (Gn 12, 7 (Kral, ČEP) a další místa). Podle Tóry pověřil později Bůh kněžskou funkcí Áróna a jeho syny a byla pak vyhrazena jejich potomkům. Áron pocházel z pokolení Lévi, které při dělení země nedostalo půdu a žilo z desátků odváděných jim ostatními Izraelity. Áronovi potomci, označovaní jako koheni, obdrželi ještě zvláštní dávky a práva na podíl z přinášených obětí. Jejich hlavním úkolem byla služba v chrámu, přinášení obětí a rozhodování o čistém a nečistém. Význam kněžské vrstvy vzrostl už když král Šalomoun vybudoval jeruzalémský chrám a pokusil se kolem něho soustředit celý Izrael. Od té doby mezi kněžími dominuje rod Sádokův (2Sam 8, 17 (Kral, ČEP)). Další vzestup významu kněžské vrstvy nastal po reformách krále Jóšijáše a po obnovení chrámu po návratu z babylonského zajetí (Ezdráš, Nehemjáš), kdy se právě kněží zřejmě zasloužili o sestavení a redakci Bible.[zdroj?] Poexilní židovství se tak blížilo teokratickému zřízení.[zdroj?] Výkon kněžské funkce skončil zničením jeruzalémského chrámu roku 70. Pozdější židovství tak nemá kněze v pravém slova smyslu (rabín je učitel, nikoli kněz), příslušnost k pokolení kohenů se však mezi židy dodnes respektuje a potomci kněží dodržují přísnější pravidla rituální čistoty, povolených a zakázaných sňatků, mají výsadní postavení v některých částech židovské liturgie apod.

## Křesťanství
Nový zákon užívá odborné označení kněze (řecké hiereus a latinské sacerdos) jen pro kněze židovské a pohanské. List Židům mluví o Kristu jako o pravém veleknězi (Žd 8, 1 (Kral, ČEP)) a První list Petrův píše, že Ježíšovým vzkříšením se všichni křesťané stali „lidem Božím“ a „královským kněžstvem“ (1Pt 2, 9 (Kral, ČEP). Pro představené křesťanských obcí užívá Nový zákon označení „starší“ (presbyteros), které se pak stalo i odborným označením křesťanských kněží. Už svatý Pavel z Tarsu ale zmiňuje, že by se představení křesťanské obce mohli domáhat toho, aby jim obec zajistila živobytí (2Te 3, 9 (Kral, ČEP)), přesto nabádá k tomu, aby se každý živil vlastní prací, a sám v tom sebe dává za příklad; Pavel nechtěl nikoho „vyjídat“, aby nebyl na obtíž (2Te 3, 8 (Kral, ČEP)). Důležitým novozákonním označením je také „pastýř“ (latinsky pastor), které se odvozuje zejména z Janova evangelia (J 21, 15 (Kral, ČEP)). Pomocníky starších v praktických záležitostech byli jáhnové (diakonos, Sk 6, 1 (Kral, ČEP)). Někdy kolem roku 200 se začínají objevovat i označení hiereus a sacerdos pro křesťanské kněze a již v 1. desetiletí 2. století v Katolické církvi i v Pravoslaví dosud platné rozdělení na biskupy (episkopos), kněze a jáhny (diakonos).

### Katolická církev
Viz též: Kněžství v katolické církvi
| Podobně, jako novosvěcený biskup, i nověsvěcený pryšt (usvěcenec, neomysta), a sice skrze nějaký čas, obzvláště pak na den svých prvotin kněžských (své primicie, své prvomše, m. prvotinné, prvotní mše), totiž ten den, kdy po svém na kněžství vysvěcení nejprve přináší Bohu nejsvětější oběť mešní, uděluje požehnání své, čímž zajisté krásně započíná působiti v stavu svém nejvýš důstojném a ku blahu časnému i věčnému věřících prospěšném. (1855) |
| |

S početním i organizačním rozvojem křesťanských církví rostl i význam jejich představených a představitelů, kteří pozvolna vytvářeli opět více či méně oddělenou vrstvu, klérus. Už ve starověku se vyžadovalo, aby biskup byl pouze jednou ženatý – 1Tim 3, 2 (Kral, ČEP), kněží nesměli nosit zbraně a požívali větší právní ochrany. Velké utužení církevní disciplíny znamenaly papežské reformy 11. století, kdy byl v západní církvi zaveden i povinný celibát. Tím se klérus oddělil od okolní laické společnosti, omezily se jeho příbuzenské vazby a klerici také přišli o sociální zabezpečení, kterým v té době byl pouze majetek nebo vlastní rodina.
Reformy papeže Řehoře VII. potvrdily oddělení západní a východní církve, která je nepřijala a zachovala předchozí stav s povinným celibátem biskupů, nikoli pouhých kněží, ale s poměrně výrazným sociologickým oddělením duchovenstva. Proti tomuto oddělení se postavil Martin Luther a reformace, kdežto římskokatolická církev na Tridentském koncilu dále utužila disciplínu kléru, předepsala jeho povinné vzdělávání a přesně stanovila postup svěcení. Druhý vatikánský koncil naproti tomu zdůraznil novozákonní učení o Božím lidu a všeobecném kněžství a v návaznosti na tento koncil byla roku 1973 v součinnosti s liturgickou reformou zrušena starodávná tzv. nižší svěcení (která ovšem nadále existují a jsou udělována v tradičně-katolických společenstvích a některých východních katolických církvích). Tři stupně svátosti svěcení jsou (vzestupně) jáhenství, kněžství a biskupství.

### Pravoslaví

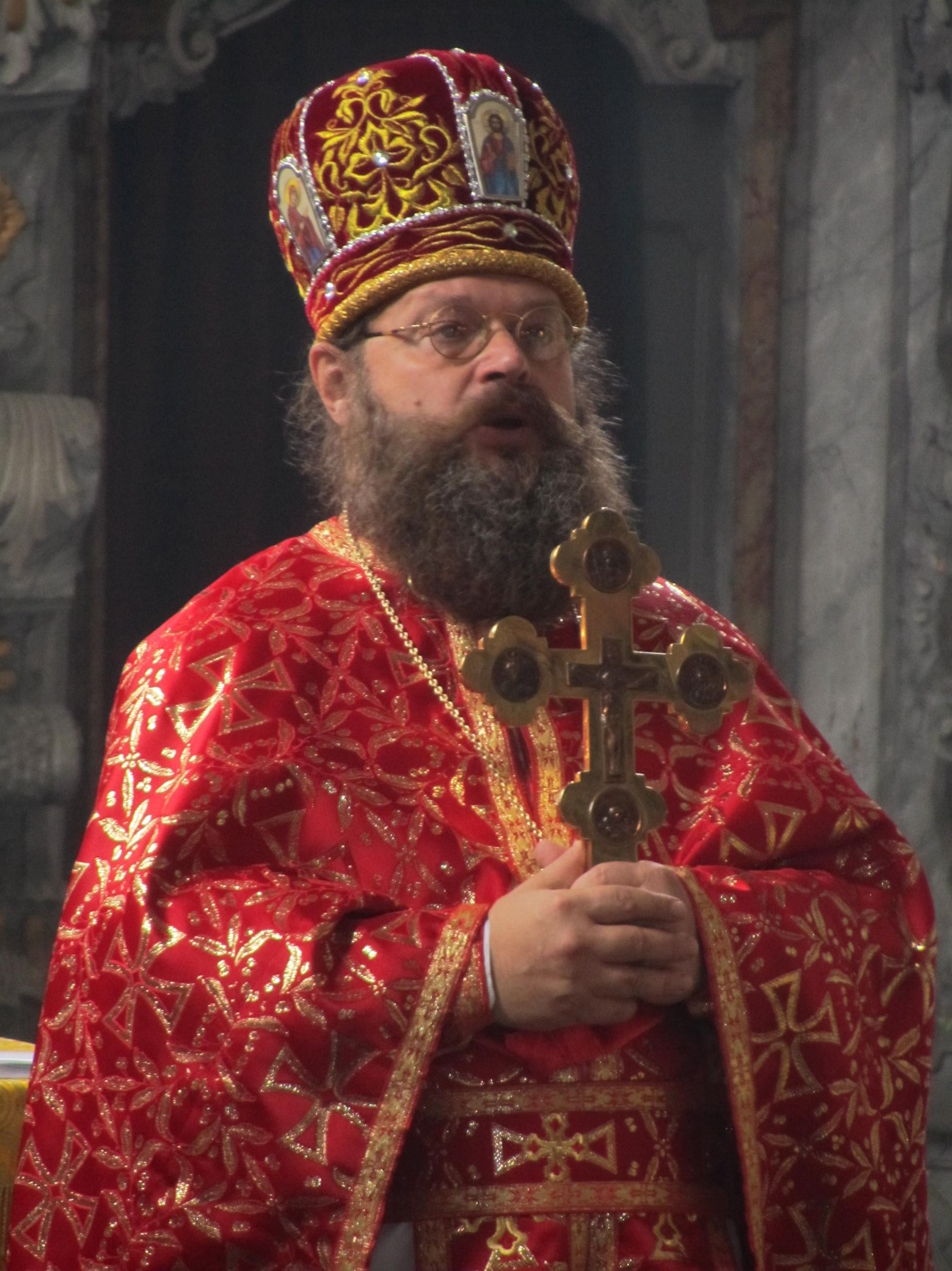
Český pravoslavný kněz (archimandrita Marek) při Božské liturgii

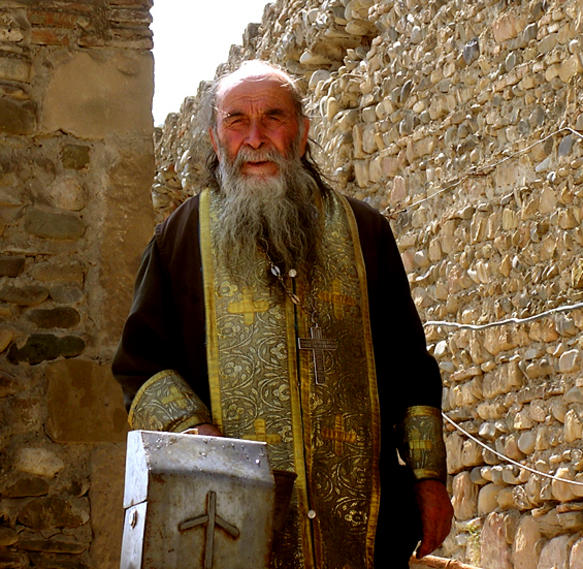
Gruzínský pravoslavný kněz (Mccheta, Gruzie)

Kněz může být v Pravoslaví ženatý nebo mnich. Mnich se může stát biskupem. Manželka kněze se nazývá presbytera, manželka diakona (jáhna) je nazývána diakonissa. 

### Protestantské církve
Reformační církve odmítly nebo oslabily chápání křesťanské liturgie jako oběti a s tím i označení „kněz“. Ostatně slovo pro „kněze“ v západních jazycích (francouzské prêtre, anglické priest, německé Priester atd.) je odvozeno od řeckého a latinského presbyter („starší“), nikoli od obětního kněžství. Přesto však i ve většině protestantských církví tvoří pastoři a kazatelé sociologicky více méně odlišenou vrstvu se zvláštním vzděláním a pověřením (ordinací). Luterští (luteránští) duchovní bývají označováni v češtině jako kněží nebo pastoři. V jiných církvích se setkáváme s pojmem farář či kazatel. Někdy jsou tyto různé pojmy zaměnitelné.

### Mormonismus
Mormoni mají v oblasti kněžství vlastní specifickou teologii, která čerpá především z Bible, Knihy Mormonovy a Nauky a Smluv.

## Evropská teologie kněžství

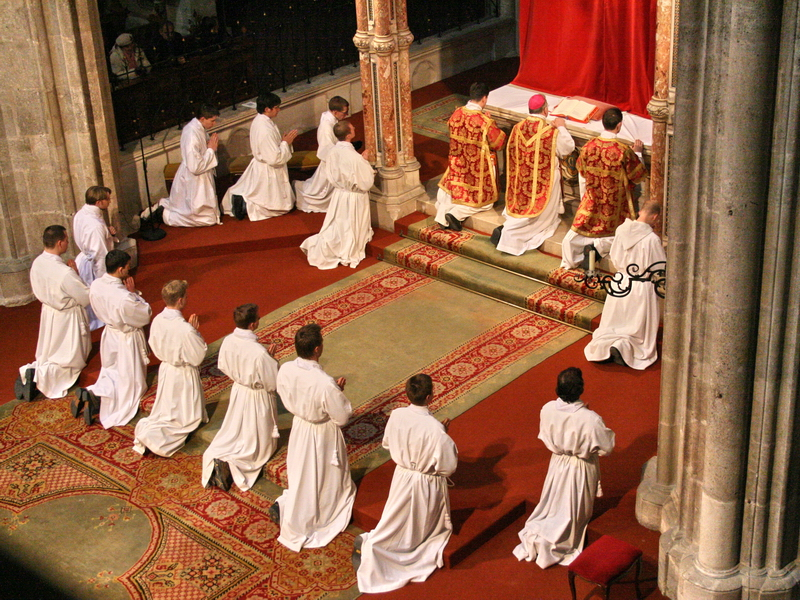
Katoličtí kněží a ministranti při modlitbě (Velký pátek v klášteře Heiligenkreuz)

Znak římskokatolického faráře

Specifické dobové termíny pro kněžství (hiereus, sacerdos) používá Nový zákon jen pro židovské a pohanské kněze. Jediným knězem (ἱερεύς) v křesťanství, tj. prostředníkem mezi Bohem a lidmi, je Ježíš Kristus (1Tm 2, 5 (Kral, ČEP), Žd 8, 1 (Kral, ČEP)). Na tomto Kristově kněžství pak mají účast všichni věřící jako celek a „Boží lid“ (1Pt 2, 9 (Kral, ČEP)). Tomuto kněžství věřících se říká též kněžství královské.
Specifickým označením kněze podle chápání katolických, anglikánských a pravoslavných církví je presbyter (πρεσβύτερος presbyteros), doslova starší. Tito kněží pak zpřítomňují jedinou oběť, kterou přinesl kněz Ježíš Kristus, když slaví eucharistii. Již ve 2. století však nalezneme svědectví o tom, že řecky mluvící křesťané označují novozákonní „starší“ slovem ἰερεύς. Stejně tak latinsky mluvící část církve označuje již na přelomu 2. a 3. století (Tertullianus) své služebníky (biskupy a „kněze“) pojmem sacerdos (obětník).
Ve zmíněných církvích se toto kněžství nazývá též služebné kněžství či svátostné. Kněz je, stejně jako ostatní tzv. hierarchické služby, ustanoven vkládáním rukou biskupa a takto je spojen s první generací Ježíšových učedníků a prvními dvanácti apoštoly, viz Apoštolská posloupnost). Svátost kněžství je potom nezrušitelná – dle nauky i suspendovaný kněz bude mít navždy otisk ve své duši, že je knězem.
Posláním kněze je především předsedat slavení eucharistie, sloužit Božímu lidu hlásáním Božího slova a slavit uprostřed něho svátosti. Knězem může být jedině pokřtěná a biřmovaná osoba, v katolických a pravoslavných církvích a v Církvi Ježíše Krista Svatých posledních dnů výhradně muž.

### Příprava a svěcení
Před vysvěcením musí uplynout zkušební doba, kdy sám uchazeč o kněžskou službu zjišťuje, zda jeho odhodlání je trvalé a neměnné. Jiní (rektor semináře, biskupové vedoucí diecéze) zas rozlišují povolání – zda je uchazeč o kněžství skutečně povolán, jako tomu bylo u apoštolů. Ten pak nastupuje do semináře, kde studuje teologii a musí se podřizovat vnitřnímu řádu.
V římskokatolické církvi ke kněžství patří také závazek celibátu. Čerstvě vysvěcený kněz se označuje jako novokněz, řidčeji novosvěcenec neboli neomysta a jeho první mše, která se zpravidla koná v místě, odkud pochází, se nazývá primice. V pravoslavné církvi se adept kněžství může oženit, stihne-li to do přijetí svěcení. V případě, že ženatý kněz ovdoví, oženit se podruhé již nesmí.

## Politická perzekuce
Kněží různých denominací bývají pronásledováni totalitními režimy, tedy nacismem i komunismem, ať již jde o věznění (Maxmilián Kolbe v koncentračním táboře, Anastáz Opasek nebo František Lízna ve vězení) nebo přímo o fyzickou likvidaci (například nejasný případ Přemysla Coufala). Kněží, kteří chtěli v komunistickém Československu působit jako kněží i bez obdržení tzv. Státního souhlasu k výkonu duchovenské činnosti, museli působit v ilegální tzv. podzemní církvi. Podobná situace je dosud v Číně.

## Příbuzná slova
- Duchovní je širší pojem, který v Katolické a pravoslavné církvi zahrnuje i tzv. nižší svěcení, a jehož používají i reformační církve, někdy i pro ženy. Analogicky jej lze použít i pro židovské rabíny („učitele“).
- Farář (přes staroněm. pfarrer < střlat. parochus < lat. parochia a řec. παροικιά farnost) je kněz, který je správcem místní farnosti (každý kněz tedy není farář).
- Z hlediska územní správy může katolický kněz zastávat také funkce lidově označovanou jako kaplan (asistent faráře, z lat. capella, kaple, správně kooperátor) nebo děkana (používá se na Moravě, v Čechách se ve stejném významu používá termínu vikář), což je farář představený několika farnostem, které tvoří vikariát či (na Moravě) děkanát.
- Kanovník je člen kněžského sboru (kapituly), často, ale ne jen při biskupském kostele.
- Prelát je kněz odměněný v římskokatolické církvi titulem za zásluhy a přísluší mu titul Monsignore.
- Probošt je představený některých kapitul.
- Někdy se rozlišují řádoví kněží (členové řádů) a kněží diecézní čili světští, podřízení místnímu biskupovi.
- Kazatel je označení duchovního v některých protestantských církvích.
- Pastor (latinsky pastýř) je označení pro faráře a duchovní v převážně protestantských zemích, kde se ale užívá i pro katolické kněze. Dále se toto označení užívá pro duchovní evangelikálních a letničních církví.
- Presbyter(ka) je na rozdíl od funkce v protestantských církvích titul kněze-ženy ve starokatolické církvi.

### Oslovení a tituly
- Otec (latinsky pater, zkratka P. před jménem) je uctivé oslovení katolických kněží, dříve užívané jen pro řeholní kněze.
- Důstojný pán (latinsky reverendus dominus, zkratka R.D., u benediktinů někdy reverendus pater dominus, zkratka R.P.D.), také velebný pán nebo důstojnost, se v současné češtině užívá méně, oslovení reverend je dodnes běžné v anglicky mluvících zemích i ve Francii (révérend Père).
- Bratr (latinsky frater) je v Římskokatolické církvi označení řeholníka, který není knězem.